# Phan Thanh Bình

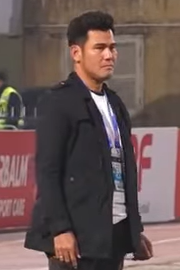
Phan Thanh Bình, 2025

Phan Thanh Bình (* 1. November 1986 in Lai Vung, Provinz Đồng Tháp) ist ein vietnamesischer Fußballspieler. Bình steht seit 2003 bei FC Đồng Tháp unter Vertrag und ist auch in der vietnamesischen Nationalmannschaft aktiv. Der Stürmer wurde 2006 mit Đồng Tháp Meister in der zweiten Liga und stieg in die V-League auf.
2007 repräsentierte er sein Land bei der  Fußball-Asienmeisterschaft und erreichte mit der vom Österreicher Alfred Riedl trainierten Mannschaft das Viertelfinale.
| Personendaten    | Personendaten                  |
| ---------------- | ------------------------------ |
| NAME             | Phan, Thanh Bình               |
| KURZBESCHREIBUNG | vietnamesischer Fußballspieler |
| GEBURTSDATUM     | 1. November 1986               |
| GEBURTSORT       | Lai Vung, Provinz Đồng Tháp    |